# Vero (Francia)
Vero (in corso Veru) è un comune francese di 470 abitanti situato nel dipartimento della Corsica del Sud nella regione della Corsica.

## Società

### Evoluzione demografica
Abitanti censiti